# 13586 Copenhagen
13586 Copenhagen eller 1993 TY22 är en asteroid i huvudbältet som upptäcktes den 9 oktober 1993 av den belgiske astronomen Eric W. Elst vid La Silla-observatoriet. Den är uppkallad efter den danska huvudstaden Köpenhamn.
Asteroiden har en diameter på ungefär 8 kilometer och den tillhör asteroidgruppen Eos.